# Rosana Palazyan
Rosana Palazyan(Río de Janeiro, Brasil, 1963) . Escultora nacida y radicada en Brasil. Su familia, del lado paterno y materno, es procedente de Armenia. Estudió arquitectura y urbanismo en la Universidade Gama Filho (1986) y Egresada de la Escola de Artes Visuais do Parque Lage (1988, 1992) ambas en Río de Janeiro. En 26 años de carrera ha contribuido en distintos rubros, tales como bordado, dibujo, instalaciones, peformances y proyectos de arte público. Promueve experiencias relacionadas con el arte, vida y sociedad acompañada de la incorporación de los "Otros" y propone reflexiones en el campo social del arte.

## Exposiciones Individuales
- "Rosana Palazyan."  Banco de Brasila, Río de Janeiro, 2002.
- "Rosana Palazyan."  Museo Rufino Tamayo, Mexico City, 2000.*
- "Rosana Palazyan '...I want to leave this life behind...'" Galeria Thomas Cohn, Sao Paulo, 2000.*
- "Rosana Palazyan."  Galeria Thomas Cohn, Sao Paulo, 1998.*
- "Bedtime Stories."  George Adams Gallery, New York City, 1998.
- Thomas Cohn Arte Contemporanea, Río de Janeiro, 1996.*
- Espaco Cultural Sergio Porto, Río de Janeiro, 1995.
- Galeria Macunaima, Río de Janeiro, 1994.[3]